# جایزه (فیلم ۱۳۵۵)
جایزه فیلمی به کارگردانی و نویسندگی ناصر محمدی محصول سال ۱۳۵۵ است.

## خلاصه داستان
محسن و حبیب و منصور در خانه‌ای زندگی می‌کنند که کیوان تهدید کرده‌است در صورت نپرداختن بدهی‌های شان خانه‌های آن‌ها را تصاحب خواهد کرد..

## بازیگرا
- منوچهر وثوق
- مرتضی عقیلی
- روشنک صدر
- منصور سپهرنیا
- علی‌اکبر مهدوی‌فر